# Dario Marinović
Dario Marinović (ur. 24 maja 1990) – chorwacki futsalista, zawodnik z pola, gracz Al Yarmouk Kuwait i reprezentacji Chorwacji. Dwa razy uczestniczył w Mistrzostwach Europy (2012, 2014), w 2012 roku był Królem Strzelców turnieju.